# Вртоглавица
Вртогла́вица (словен. Vrtoglavica Jama — «пещера головокружения») — пещера в Юлийских Альпах, карстовый массив горы Канин. Расположена на территории Словении, недалеко от границы с Италией). Пещера открыта совместной словенско-итальянской группой спелеологов в 1996 году.
В пещере расположен самый глубокий в мире карстовый колодец, его глубина — 603 метра.